# Largidea rubida
Largidea rubida är en insektsart som först beskrevs av Philip Reese Uhler 1904.  Largidea rubida ingår i släktet Largidea och familjen ängsskinnbaggar. Inga underarter finns listade i Catalogue of Life.